# Manganit

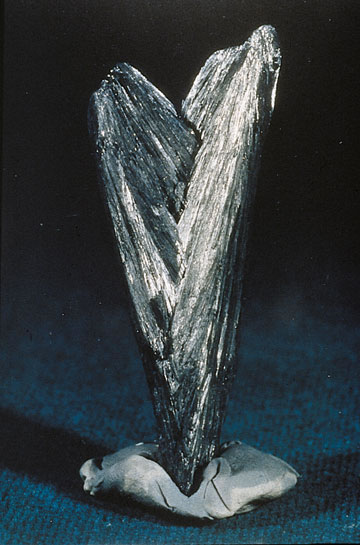
Tűs kifejlődésű manganit.

A manganit (barnamangánérc vagy hidratált mangánoxid) mangántartalmú monoklin kristályrendszerű OH tartalmú oxidásvány, a hidroxidcsoport ásványegyüttese közé tartozik. A fontosabb mangánércek közé tartozik.

## Kémiai és fizikai tulajdonságai
- Képlete: MnO(OH)
- Szimmetriája: kevés szimmetriájú, oszlopos kristályok vagy szálas, sugaras-rudas halmazok.
- Sűrűsége: 4,3 g/cm³.
- Keménysége: 4 (a Mohs-féle keménységi skálán).
- Hasadása: jó.
- Törése:  egyenetlen.
- Színe: acélszürke, barnás fekete.
- Fénye: félig fémes.
- Átlátszósága: opak.
- Pora:  sötétbarna.
- Elméleti mangántartalma:  62,4%.

## Keletkezése
Alacsony hőmérsékletű hidrotermás körülmények között keletkezik. Gyakori a másodlagos keletkezése tengeri üledékekben, zártabb öblözetekben. A manganitból könnyen piroluzit oxidálódik.

## Előfordulása
7–8 cm nagyságú kristályai Németországban a Harz-hegységben gyakran találhatóak. Ugyancsak a németországi Türingiában is gyakran előfordul. Az Egyesült Államokban Michigenben telepszerű előfordulása van. Másodlagos felhalmozódásként Ukrajna területén Nyikopol környékén, valamint Szardínia szigetén San Pietro közelében.

## Előfordulásai Magyarországon
Az úrkúti mangánelőfordulásnál az oxidos mengánércben, de különösen az oxidos-karbonátos átmeneti övben gyakori kristályos ásvány. Eplényben az ott fejtett oxidos mangánércben gyakori, főként az utólagosan kifejlődött erezettség mentén, kristályos érceknél kvarccal együtt szép kristályai fordultak elő. Nekézseny közelében talált (bányászatra nem alkalmas) vasérc hematit és magnetit mellett manganitot is tartalmaz. Lábatlan közelében a mészkőbánya területén az üregekben és hasadékokban aprószemcsés barit és kalcit társaságában manganit található.

## Hasonló ásványok
antimonit, piroluzit.

## Kísérő ásványok
piroluzit, barit, kalcit, kvarc.